# The Munsters (film)
Pour les articles homonymes, voir Les Monstres.
Pour plus de détails, voir Fiche technique et Distribution.
The Munsters est une comédie horrifique américaine réalisée par Rob Zombie et sortie en 2022. Il sortira directement en vidéo puis sur le service de streaming Netflix. Il s'agit d'une adaptation de la série télévisée Les Monstres des années 1960.

## Fiche technique
Sauf indication contraire, les informations mentionnées dans cette section peuvent être confirmées par la base de données cinématographiques IMDb,  présente dans la section « Liens externes ».
- Titre original : The Munsters
- Réalisation : Rob Zombie

en:Vanessa Hudgens
- Scénario : Rob Zombie, d'après les personnages créés par Joe Connelly et Bob Mosher
- Musique : Chris "Zeuss" Harris
- Décors : Zsuzsa Mihalek
- Costumes : Tóth András Dániel	et Godena-Juhász Attila
- Direction artistique : Hedvig Kiraly
- Photographie : Zoran Popovic
- Montage : Vanick Moradian
- Production : Rob Zombie et Mike Elliott
- Sociétés de production : Universal 1440 Entertainment et Hero Squared
- Sociétés de distribution : Universal Pictures
- Budget : n/a
- Pays de production :  États-Unis
- Langue originale : anglais
- Format : couleur
- Genre : comédie horrifique et fantastique
- Durée : 110 minutes
- Date de sortie : 
  - États-Unis : 27 septembre 2022 (vidéo à la demande et DVD/Blu-Ray)

## Distribution
- Jeff Daniel Phillips (VF : Michael Aragones) : Herman Munster / Zumbo / Shecky Von Rathbone
- Sheri Moon Zombie (VF : Ludmila Ruoso) : Lily Munster / Donna Doomley
- Daniel Roebuck (VF : Michel Voletti) : Le Comte / Ezra Mosher
- Richard Brake : Dr. Henry Augustus Wolfgang / Orlock
- Sylvester McCoy : Igor
- Jorge Garcia : Floop
- Catherine Schell : Zoya Krupp
- Cassandra Peterson : Barbara Carr
- Thomas Boykin : Lester
- Levente Törköly (VF : Augustin Jacob) : Bela Krupp
- Dee Wallace : voix d'une émission de radio
- Pat Priest : une hôtesse de l'air
- Butch Patrick : voix de l'homme robot
- Renata Kiss (VF : Jhos Lican) : oncle Gilbert

## Production
En mars 2021, plusieurs rumeurs annoncent que Rob Zombie prépare sur une nouvelle adaptation de la série culte des années 1960 Les Monstres dont il est fan depuis son enfance. Les rumeurs annoncent également une partie du casting qui comprend Sheri Moon Zombie dans le rôle de Lily Munster, Jeff Daniel Phillips dans le rôle d'Herman Munster ainsi que Daniel Roebuck, Jorge Garcia, Richard Brake et la célèbre Cassandra Peterson du film culte Elvira, maîtresse des ténèbres. Il officialise les rumeurs en juin sur ses réseaux sociaux et déclare qu'il est personnellement très attaché à la série et travaille ainsi depuis 20 ans pour réaliser une adaptation des Monstres. Le tournage se déroule à Budapest, en Hongrie, où les équipes du film ont reconstruit intégralement la maison d'origine de la famille Munster.